# Chvaleč
Chvaleč – gmina w Czechach, w powiecie Trutnov, w kraju hradeckim. Według danych z dnia 1 stycznia 2013 liczyła 598 mieszkańców.